# Nieuwe Tilburgsche Courant
De Nieuwe Tilburgsche Courant (NTC) was een krant die in Tilburg verscheen van 1879 tot 1964. Traditioneel had de krant banden met de katholieke vakbonden. In 1964 werd de NTC opgenomen in Het Nieuwsblad van het Zuiden.

## Geschiedenis
Het eerste nummer van de Nieuwe Tilburgsche Courant verscheen op 9 april 1879 en werd uitgegeven door de oud-zoeaaf Antoine Arts. De NTC verscheen aanvankelijk op woensdag en zaterdag in een oplage van duizend exemplaren. Het blad stond voor een sociaal-katholicisme, geïnspireerd op de pauselijke encycliek Rerum Novarum uit 1891. Tegelijkertijd diende het de politieke aspiraties van zijn oprichter. Begin twintigste eeuw gebruikten de katholieke vakbonden de krant als spreekbuis. 
Reeds kende Tilburg, sinds 1869, de behoudende Tilburgsche Courant. Op initiatief van Tilburgse textielfabrikanten, waaronder Henri Blomjous, werd in 1917 daarnaast Het Nieuwsblad van het Zuiden opgericht. Deze krant moest een tegenwicht vormen voor de groeiende macht van de vakbonden en 'het fenomeen Arts'. Aldus had Tilburg vanaf 1917 drie dagbladen: Tilburgse Courant, Nieuwe Tilburgse Courant en Het Nieuwsblad van het Zuiden.
Gedurende de bezetting tijdens de Tweede Wereldoorlog bleef de NTC verschijnen terwijl Het Nieuwsblad van het Zuiden door de Duitsers werd verboden. Het aantal abonnees van de NTC groeide in die jaren: Eind 1940 had de krant 17.663 abonnees, in juli 1943 waren het er 26.377 en in maart 1944 27.263.  Van oktober 1944 tot april 1945 mocht de krant op last van het Militair Gezag niet verschijnen in het bevrijde gebied. Daarna volgde een publicatieverbod tot 1951.
In 1964 werd de NTC opgenomen in Het Nieuwsblad van het Zuiden, dat op haar beurt in 1994 opging in het Brabants Dagblad, editie Tilburg.